# Joe Grant
Joe Grant (* 15. Mai 1908 in New York City; † 6. Mai 2005 in Glendale, Kalifornien) war ein US-amerikanischer Comicautor, der vor allem für viele Drehbücher der Disney-Animationsfilme verantwortlich zeichnete.

## Ausbildung und Beruf
Nach der Ausbildung am Chouinard Art Institute arbeitete Grant als Karikaturist für die US-amerikanische Tageszeitung Los Angeles Record, die zwischen 1895 und 1933 in L. A. erschien. Walt Disney entdeckte den jungen Grant und bat ihn, für den 1933 erscheinenden Mickey-Mouse-Cartoon „Mickys große Schau“ (engl. Mickey's Gala Premiere) Charaktere zu entwickeln. Nach weiteren Aufträgen als Freelancer für Disney, bekam Joe Grant während der Arbeit an „Schneewittchen und die sieben Zwerge“ (1937) das Angebot von Disney, künftig voll und ganz für das eigens geschaffene „Character Model Departement“ zu arbeiten. Erst 1949, nach der Auflösung der Abteilung, verließ Grant das Unternehmen und gründete mehrere erfolgreiche Firmen, darunter eine Porzellan-Manufaktur (Opechee Design), sowie eine Firma für Grußpostkarten (Castle Ltd.). 1989 kehrte Grant für die Entwicklung des Films „Die Schöne und das Biest“ zu Disney zurück und arbeitete dort bis zu seinem Tod. 1992 erhielt er für seine Verdienste die Disney-Legends-Auszeichnung. Grant starb am 6. Mai 2005 über dem Zeichentisch an einem Herzinfarkt.

## Filme und Projekte
- 1933: Mickys große Schau, Schneewittchen
- 1934: Gulliver Mickey
- 1935: Wer schoss auf Robin? (Who killed Cock Robin?)
- 1940: Pinocchio
- 1940: Fantasia
- 1941: Dumbo
- 1941: Der Drache wider Willen
- 1942: The New Spirit (Kurzfilm)
- 1942: Der Fuehrer’s Face (Oscar-prämierte Kriegssatire)
- 1942: Drei Caballeros im Sambafieber
- 1943: Reason and Emotion (Kurzfilm)
- 1991: Die Schöne und das Biest
- 1992: Aladdin
- 1994: Der König der Löwen
- 1995: Pocahontas
- 1997: Hercules
- 1998: Mulan
- 2000: Fantasia 2000
- 2001: Die Monster AG
- 2004: Lorenzo (Oscar-nominierter Kurzfilm)

## Auszeichnungen
- 1992 – Ernennung zur „Disney-Legende“
- 1996 – National Cartoonists Society’s Ruben Award
- 1998 – Auszeichnung auf dem Filmfestival von Annecy, Frankreich
- 2002 – Auszeichnung für sein Lebenswerk von der Los Angeles Critics Assoziation